# 近藤良三
近藤 良三（こんどう りょうぞう、1916年（大正5年）1月20日 - 没年不詳）は、日本の作曲家。元徳島大学学芸学部教授。東京音楽学校卒業。香川県高松市出身。

## 生涯
香川県高松市出身。1943年（昭和18年）に東京音楽学校（現在の東京芸術大学音楽学部）を卒業。作曲を下総皖一と田中規矩士に師事した 。
徳島大学学芸学部で教授を務める傍ら、徳島県内の小中学校で数多くの学校歌を手掛け、とりわけ保科千代次が作詞を務めることが多かった。